# Yarisel Bueno
Yarisel Bueno (Camagüey, 2 de diciembre de 1991) es una académica e investigadora cubana especialista en el área de gestión del conocimiento y comportamiento organizacional. 

## Biografía
Nació en Camagüey, Cuba, ciudad donde realizó sus estudios primarios y secundarios. Es Licenciada en Economía de la Universidad de Camagüey. En el año 2019 obtuvo un máster en dirección mediante un estudio de evaluación de la gestión de conocimientos. Realizó estudios de Doctorado en Economía y Gestión de la Información en la Facultad de Ciencias Empresariales de la Universidad del Bío-Bío, Chile,mediante una tesis enfocada en la gestión del conocimiento digital, tecnoestrés y adopción tecnológica, estudio aplicado en las municipalidades de Chile.

## Carrera profesional

### Academia
Ha participado como ponente en destacados congresos científicos internacionales.Asimismo, ha publicado investigaciones sobre el comportamiento organizacional y la gestión del conocimiento en Latinoamérica.

## Publicaciones
- Bueno-Broterson, Yarisel (2023). «Desafíos enfrentados por las organizaciones en Latinoamérica durante 1975-2021. Consideraciones postpandemia: resultados desde un análisis bibliométrico». TELOS: Revista de Estudios Interdisciplinarios en Ciencias Sociales 25: 478-496.
- Bueno-Broterson, Yarisel; Araya, Sergio; Muñoz, Alicia; Salazar, Cristian (2023). «Relación entre el liderazgo y la gestión del conocimiento, y su incidencia en el comportamiento organizativo». Driving Sustainable Business Development in Latin America: Innovative Strategies for a Changing World: 92.